# Municipio de Minerva (Minnesota)
El municipio de Minerva (en inglés: Minerva Township) es un municipio ubicado en el condado de Clearwater en el estado estadounidense de Minnesota. En el año 2010 tenía una población de 261 habitantes y una densidad poblacional de 2,79 personas por km².

## Geografía
El municipio de Minerva se encuentra ubicado en las coordenadas 47°21′53″N 95°22′1″O / 47.36472, -95.36694. Según la Oficina del Censo de los Estados Unidos, el municipio tiene una superficie total de 93.68 km², de la cual 90,46 km² corresponden a tierra firme y (3,43 %) 3,22 km² es agua.

## Demografía
Según el censo de 2010, había 261 personas residiendo en el municipio de Minerva. La densidad de población era de 2,79 hab./km². De los 261 habitantes, el municipio de Minerva estaba compuesto por el 85,06 % blancos, el 8,81 % eran amerindios y el 6,13 % eran de una mezcla de razas. Del total de la población el 1,15 % eran hispanos o latinos de cualquier raza.